# Килимово
Килимово (баш. Килем) — село в Буздякском районе Башкортостана, центр Килимовского сельсовета.

## Географическое положение
Расстояние до:
- районного центра (Буздяк): 26 км,
- ближайшей ж/д станции (Буздяк): 25 км.

## История
В «Списке населенных мест по сведениям 1870 года», изданном в 1877 году, населённый пункт упомянут как сельцо Старая Килимова 3-го стана Белебеевского уезда Уфимской губернии. Располагалась при речке Идяше, на просёлочной дороге из Белебея в Бирск, в 80 верстах от уездного города Белебея и в 35 верстах от становой квартиры в селе Шаран (Архангельский Завод). В деревне, в 163 дворах жили 919 человек (430 мужчин и 489 женщин, татары, русские), были мечеть, училище, водяная мельница. Жители занимались пчеловодством.

## Население
| 2002 | 2009 | 2010 |
| ---- | ---- | ---- |
| 823  | ↗830 | ↘797 |

Согласно переписи 2002 года, преобладающие национальности татары (67 %), башкиры (32 %).

## Достопримечательности
Главная сельская достопримечательность: усадьба татарских мурз Тевкелевых (см. также Терси), которая включает в себя мечеть 1821 года постройки и дворец, выстроенный в 1853 году, а также парк. Поблизости находится старинное мусульманское кладбище XVII века. В отреставрированном дворце располагается татарский историко-культурный центр «Килем». Есть средняя школа.

## Религия
В селе есть мечеть.

## Известные уроженцы
- Усманов Юсуф Абдрахманович, (р. 23 февраля 1939) — агрохимик, доктор сельскохозяйственных наук (1968), профессор (1961), заслуженный деятель науки РСФСР (1971), заслуженный деятель науки БАССР (1957), отличник социалистического сельского хозяйства СССР (1971).

## Галерея

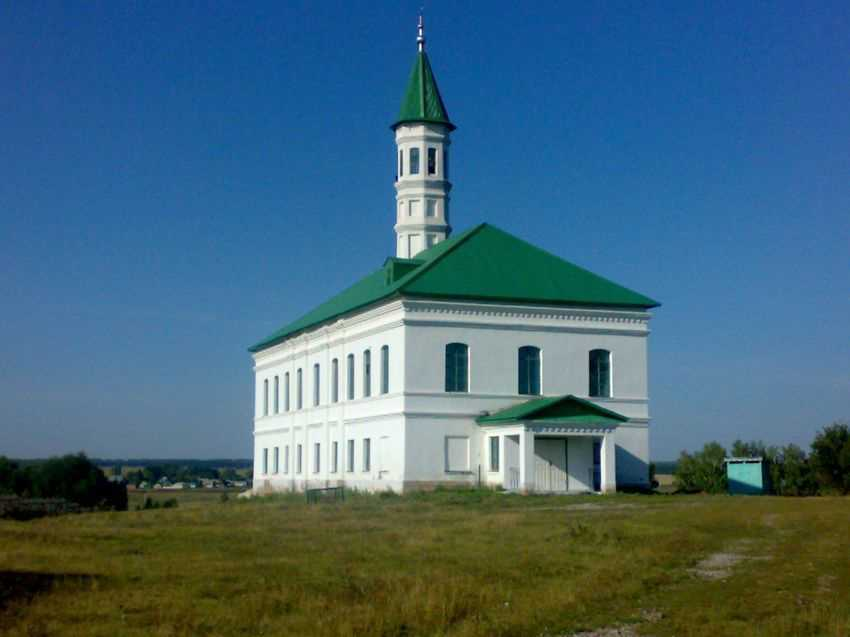
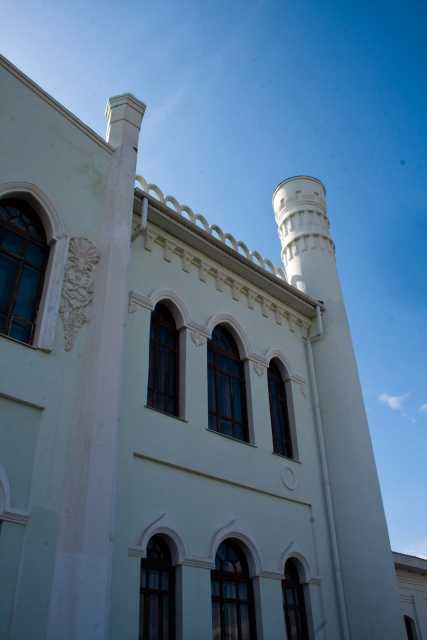
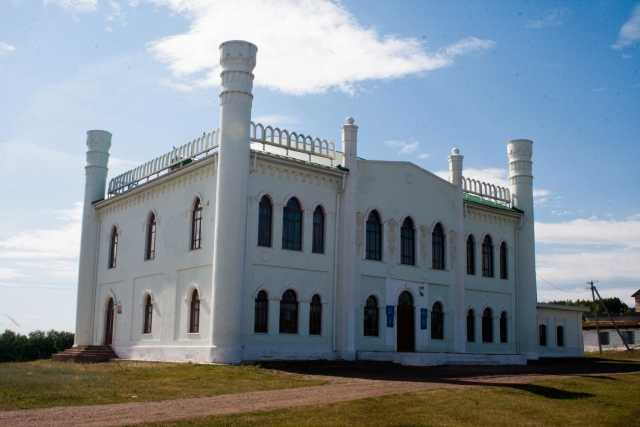
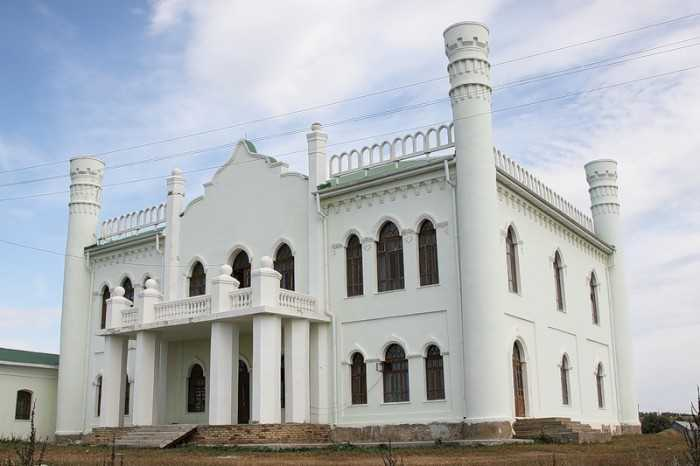

Килимовский дворец